# عباس‌آباد (گلپایگان)
عباس‌آباد (گلپایگان)، روستایی از توابع بخش مرکزی شهرستان گلپایگان در استان اصفهان ایران است.

## جمعیت
این روستا در دهستان کناررودخانه قرار دارد و براساس سرشماری مرکز آمار ایران در سال ۱۳۸۵، جمعیت آن ۷۲ نفر (۲۷خانوار) بوده‌است.
اين روستا در فاصله 21 کيلومتري از شهر گلپايگان در مسير رودخانه گلپايگان (اناربار) قرار دارد و در پايين دست سد قديم گلپايگان واقع شده‌است. اين منطقه، با توجه به وجود رود دائمي، فضاي سبز حاشيه رود و آب و هواي مطلوب، همچون ديگر روستاهاي همجوار، اصلي ترين منطقه تفريحي و گردشگري شهرستان است.
روستاهاي اين منطقه پيش از انقلاب در محدوده شهرستان اليگودرز (استان لرستان) بوده‌اند و پس از انقلاب به محدوده شهرستان گلپايگان (استان اصفهان) افزوده شده‌اند.

## زبان و فرهنگ
زبان و فرهنگ اين روستا، در مجموع همانند ديگر روستاي واقع در جنوب غربي گلپايگان همچون (غرقن، هرستانه، هنده، حاجيله، حسن آباد، حاجي آباد...)،  گويش و فرهنگ لری بختياري (ايل چهارلنگ) است و مردم اين منطقه بسياري از سنت هاي فرهنگي بختياري همچون رسومات محلي، ضرب المثل ها، موسيقي و رقص محلي بختياري را حفظ کرده‌اند.